# La Jana (Castellón)
La Jana ist eine Gemeinde (municipio) in Ostspanien, nahe der Costa del Azahar, an der nördlichen Grenze der Provinz Castelló. La Jana hat 688 Einwohner (Stand: 2024).

## Lage
La Jana liegt etwa 66 Kilometer nordnordöstlich von Castelló de la Plana und etwa 130 Kilometer nordnordöstlich von Valencia in einer Höhe von ca. 300 m.

## Bevölkerungsentwicklung
| Jahr      | 1900 | 1950 | 1970 | 1981 | 1991 | 2001 | 2011 | 2021 |
| Einwohner | 2326 | 2005 | 1301 | 1064 | 934  | 779  | 766  | 665  |

## Sehenswürdigkeiten

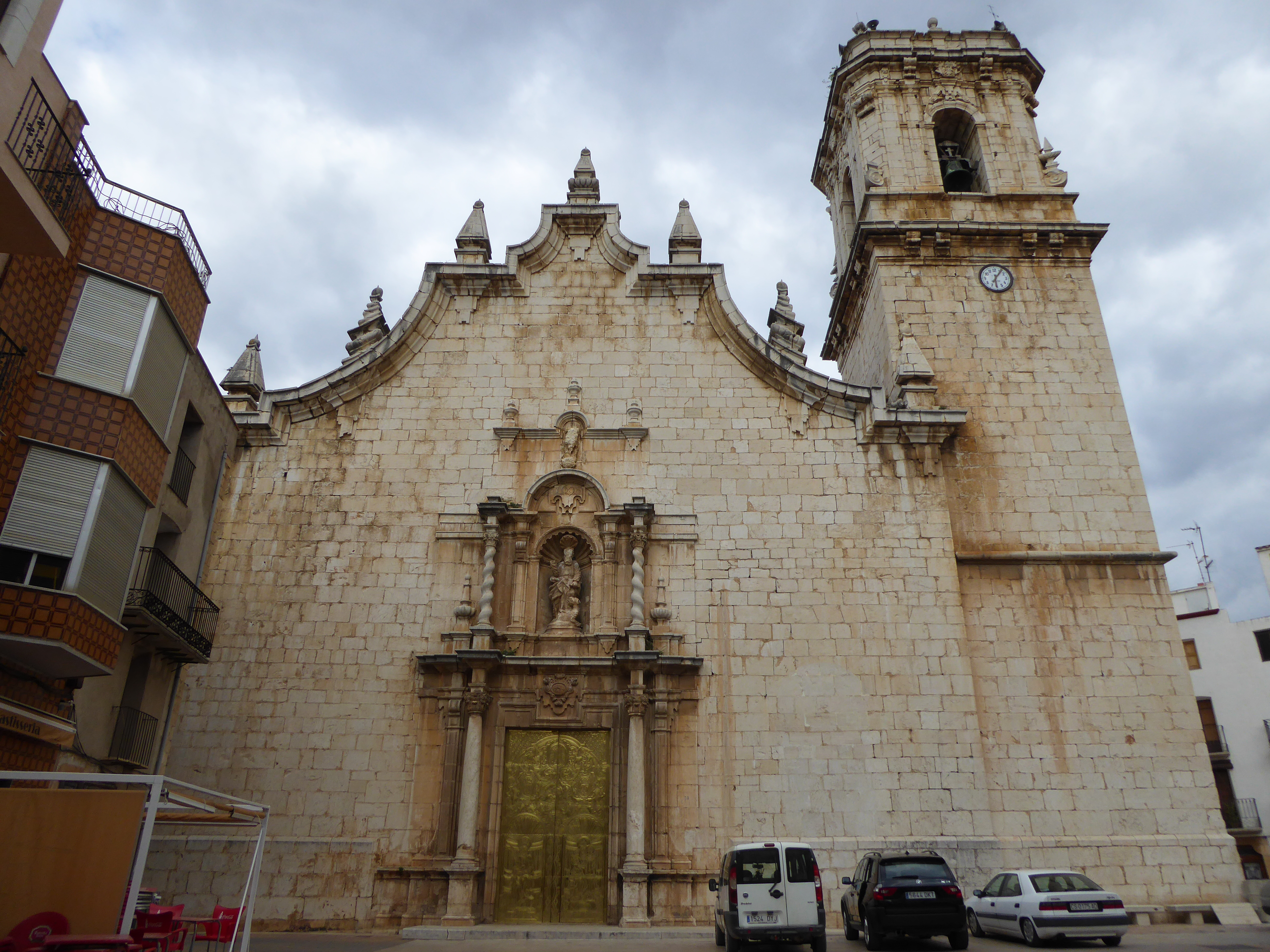
Bartholomäuskirche
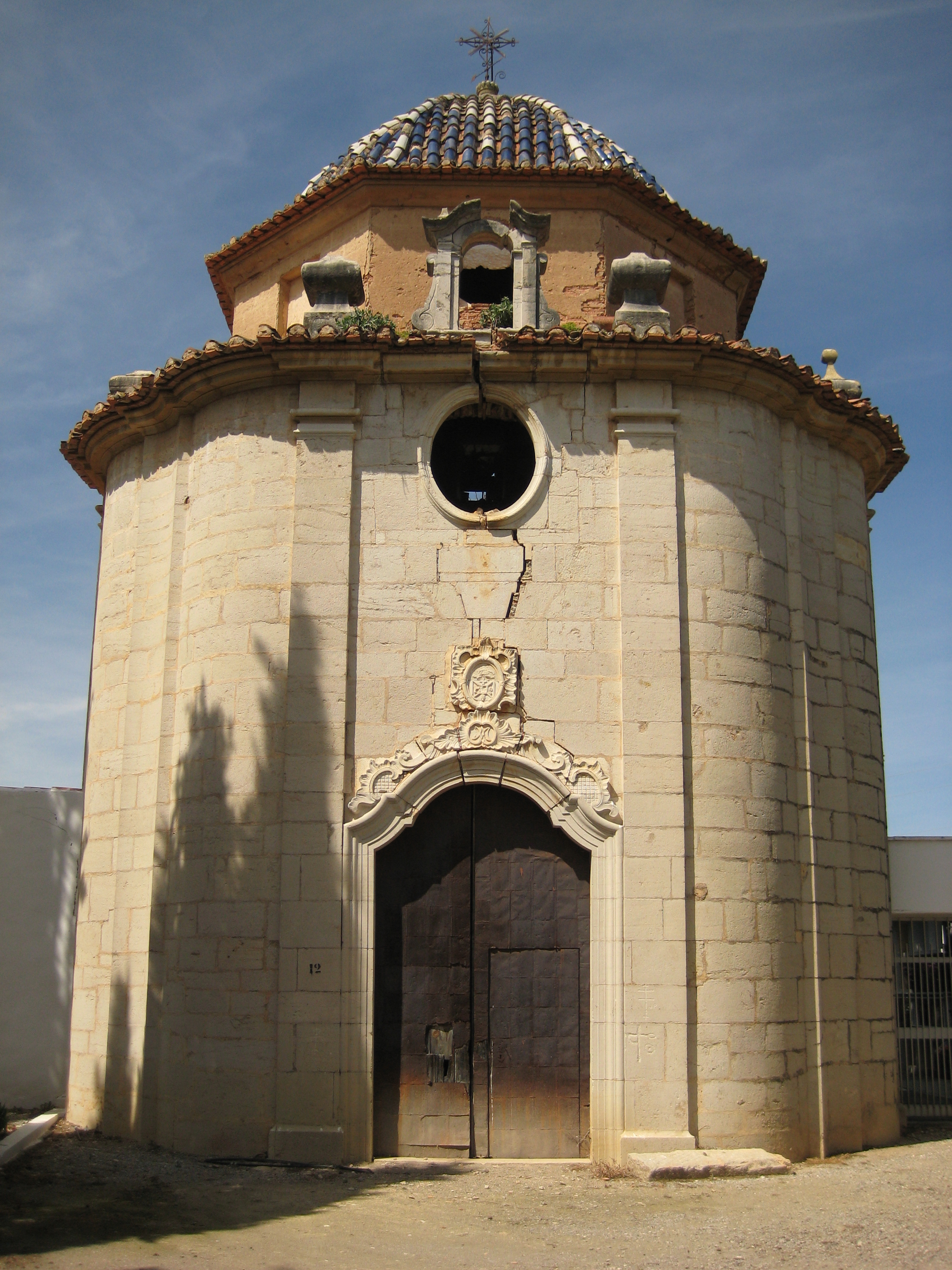
Marienkapelle
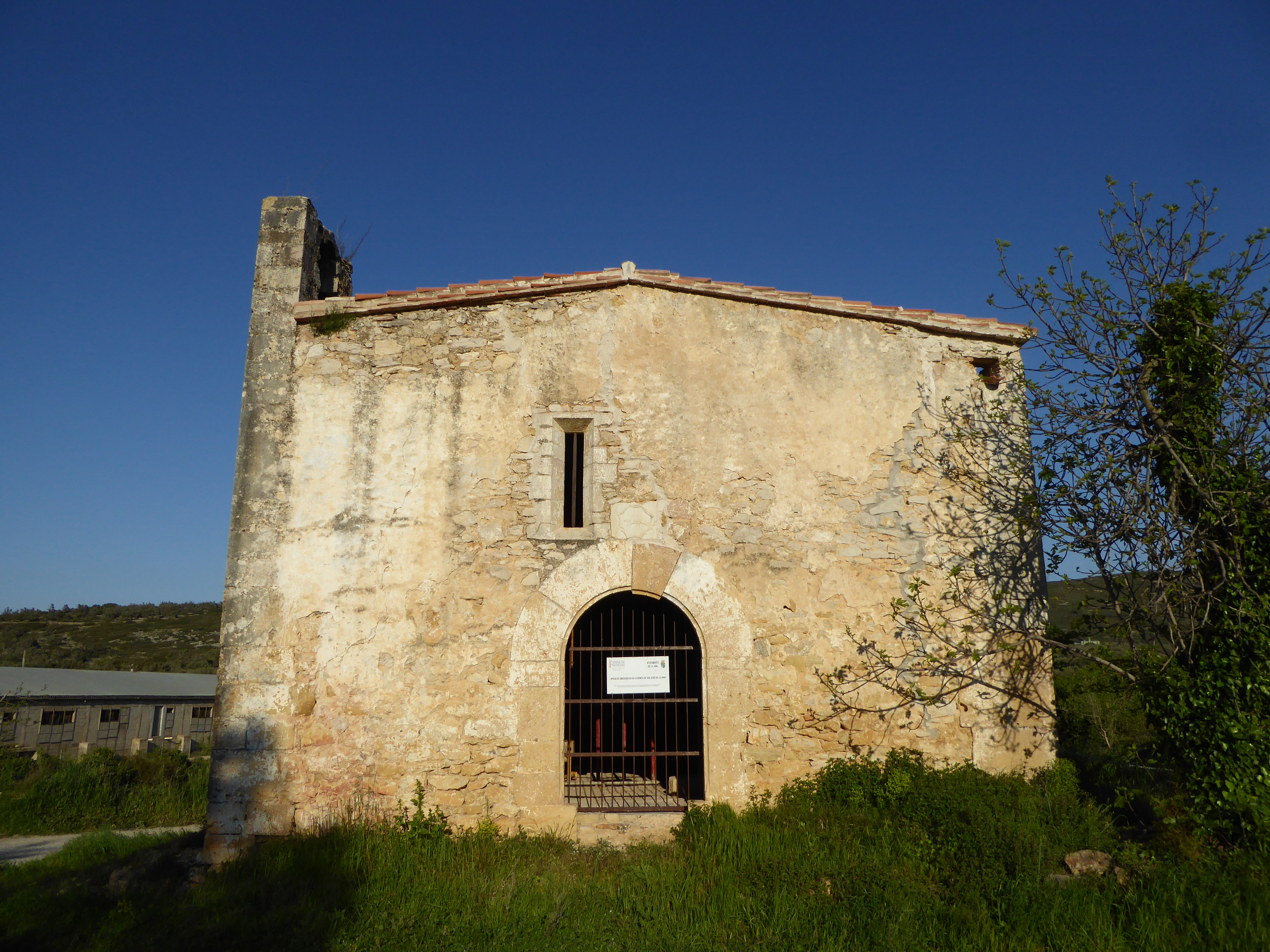
Josephskapelle
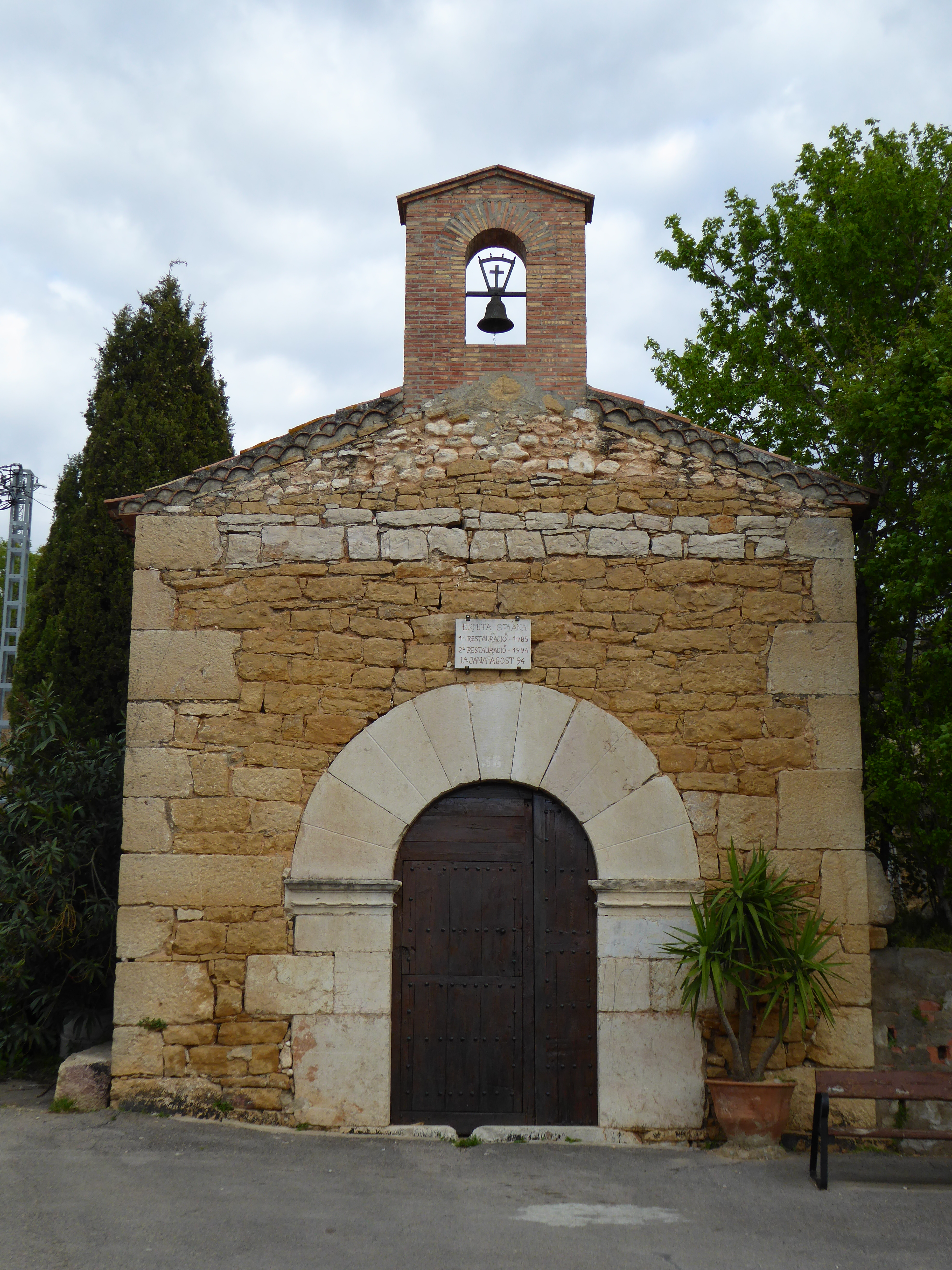
Annenkapelle

- Bartholomäuskirche
- Marienkapelle
- Josephskapelle
- Annenkapelle